# Anno 1503 (Brettspiel)
Anno 1503 ist ein im Jahre 2003 vom Kosmos-Verlag veröffentlichtes Brettspiel von Klaus Teuber. In dieser als Handelssimulation des Mittelalters aufgemachtem Gesellschaftsspiel kommen sowohl Strategie, Taktik als auch Glückselemente zum Tragen. Es ist an das gleichnamige Computerspiel angelehnt, so wurden beispielsweise Design der Verpackung und sämtliches bedrucktes Spielmaterial vollständig aus dem Computerspiel übernommen. Nach Erscheinen des Brettspiels ist 2004 die Erweiterung „Aristokraten und Piraten“ erschienen, welche das Spiel um zahlreiche Elemente erweitert.

## Spielablauf des Grundspiels
Ein jeder Spieler hat vor sich eine eigene Insel, mit Bauplätzen für seine Stadt, Produktionsgebäude für die Grundrohstoffe (Holz, Ziegel, Werkzeug, Stoff und freie Auswahl) sowie mehrere Kais. Jedem Produktionsgebäude der Heimatinsel ist eine Zahl zwischen 1 und 5 zugewiesen, diese Zahlen unterscheiden sich von Spieler zu Spieler. Weiterhin gibt es auf der Heimatinsel bereits zwei Einwohner, einen Pionier und einen Siedler. In der Mitte liegt ein Spielplan mit einer Inselwelt mit mehreren verdeckten Inseln, einem Schiff je Spieler und einer Leiste, die den Goldstand der Mitspieler anzeigt.
Die Spieler sind reihum an der Reihe; wer am Zug ist würfelt zunächst. Die gewürfelte Zahl bestimmt die Rohstofferträge für alle Mitspieler; jeder erhält den Rohstoff, der bei seinem Produktionsgebäude mit der entsprechenden Zahl produziert wird, bei einer 6 ist noch einmal für ein besonderes Ereignis (Piraten, Feuer oder ertragreiches Jahr) zu würfeln. Anschließend darf der Spieler entweder neue Schiffe bauen, neue Einwohner gegen Rohstoffe ansiedeln, bereits angesiedelte Einwohner verbessern, Rohstoffe an Einwohner verkaufen und maximal 2 Rohstoffe für je 6 Gold von der Bank einkaufen. Der Handel untereinander ist nicht gestattet. Das Verbessern von Einwohnern hat den Vorteil, dass Ihnen bessere Waren für mehr Gold verkauft werden können. So bezahlen Pioniere für Holz, Ziegel und Werkzeuge nur je 1 Gold, erhält der Spieler für jede Einheit Stoff, die an einen Siedler verkauft wird bereits 2 Gold. Neue Einwohner lohnen sich dagegen aus einem anderen Grund: Ab dem vierten Einwohner bekommt der Spieler für jeden weiteren ein extra Gebäude. Dieses Extra-Gebäude kann sowohl den Verkaufspreis von Waren steigern, als auch die Reichweite der Schiffe erhöhen.
Abschließend zieht der Spieler noch sein Schiff so weit, wie Mitspieler mitspielen, und deckt dabei unter Umständen Inselkärtchen auf. Auf diesen Inselkärtchen befinden sich unterschiedliche Dinge: Am häufigsten kommen Produktionsgebäude für Rohstoffe vor, wo auch die höherwertigen Güter Tabak und Gewürze zu finden sind, welche für die Entwicklung der Einwohner auf höhere Stufen nötig sind. Diese können oberhalb der bereits vorhandenen Produktionsgebäude angelegt werden. Wird in den weiteren Runden die Zahl des Produktionsgebäudes gewürfelt, hat der Spieler die Wahl zwischen dem alten und dem neuen Rohstoff. Weiterhin befinden sich auf den Inselkärtchen gelegentlich Ureinwohner. Von diesen darf der Spieler bis zu 3 an seine Heimatinsel anlegen, wobei ein jedes Kärtchen die Kosten für einzukaufende Rohstoffe um 1 Gold reduziert. Schlussendlich können sich auch Schatztruhen mit Gold und Einwohnerupgrades unter den Inselkärtchen befinden. Entschließt der Spieler sich nach dem Ansehen eines Inselkärtchens, dieses auch tatsächlich zu verwenden, so entfernt er dafür sein Schiff vom Spielplan.
Das Spiel endet, wenn ein Spieler drei der folgenden fünf Siegbedingungen erreicht hat:
- 3 Einwohner der Heimatinsel zu Kaufleuten machen
- 4 zusätzliche Produktionsgebäude an die Heimatinsel anlegen
- 3 Ureinwohnerplättchen an die Heimatinsel anlegen
- 4 Sondergebäude
- 30 Gold haben

Nicht jede Siegbedingung lässt sich von allen Spielern erreichen, da die Anzahl Sondergebäude ebenso wie die verschiedenen Inselplättchen begrenzt ist.

## Kritik zum Grundspiel
Auch wenn es relativ viele Möglichkeiten des Handelns gibt, so wiederholt sich der Spielablauf doch sehr schnell. Weiterhin fehlt völlig die Interaktion zwischen den Spielern, dies führt dazu, dass man sich entschließen kann, eine bestimmte Kombination von Siegbedingungen erreichen zu wollen, und ohne Beachtung der Mitspieler damit gewinnen kann.

## Die Erweiterung „Aristokraten und Piraten“
Diese Erweiterung bringt zahlreiche neue Spielelemente mit sich. Zum einen wird die Heimatinsel um einen neuen Bereich ergänzt, in dem ein Schloss und Häuser für Aristokraten gebaut werden können, sowie die Bestückung der Schiffe mit Kanonen durchgeführt wird. Der Spielplan wird um etwa 50 % größer und eine neue Karte mit separaten Inselplättchen und Piratenfeldern kommt hinzu. Die Siegbedingungen ändern sich ebenfalls.
Jeder Spieler hat in der Erweiterung die Möglichkeit innerhalb seines Zuges sein Schloss im Austausch gegen Gold und Rohstoffe nach und nach aufzubauen. Für jeden Aufbau erhält er eine der neuen Ereigniskarten. Kanonen können durch den Spieler erworben werden, allerdings steigen die Preise für jede Kanone. Weiterhin können sogenannte Luxuswaren erworben werden, welche 10 Gold je Stück kosten. Mit diesen können Häuser für Aristokraten gebaut werden und sind zudem später für den Schlossbau vonnöten.
Auf der Ergänzung des Spielplans gibt es einige aufgedruckte Piratenfelder, will man diese durchqueren, muss der Spieler einen Kampf ausführen. Die Kampfstärke entspricht einer zu ziehenden Piratenkarte der eigenen Anzahl an Kanonen oder der eines Mitspielers. Es wird mit einem modifizierten Würfel (1-2-2-3-3-4) gewürfelt und die Partei, welche die höhere Summe hat, gewinnt den Kampf. Gewinnt der Spieler, so bekommt er Waren, verliert er, so ist oftmals das Schiff beschädigt oder er muss Waren abgeben. Gegen Zahlung von Gold kann der Spieler einem Kampf ganz aus dem Weg gehen. Auf den Inseln des neuen Spielplanabschnittes finden sich zum einen Luxuswarenplättchen, welche der Spieler ebenso wie Produktionsplättchen des Grundspiels an seine Heimatinsel anlegt, zum anderen aber auch Piratennester unterschiedlicher Stärke. Findet der Spieler ein Piratennest, entscheidet sich zum Kampf und gewinnt diesen, so darf er dieses besiegte Piratennest an die eigene Insel anlegen; es reduziert von diesem Zug an die Kosten für Luxusgüter.
Gewonnen hat beim Spiel mit Erweiterung wer von folgenden Siegbedingungen eine:
- 3 Kaufleute
- 4 Stadtgebäude
- 3 Ureinwohner

und von folgenden Siegbedingungen zwei:
- 3 zusätzliche Aristokraten
- 2 besiegte Piratennester
- fertig gebautes Schloss

erfüllt hat.

## Kritik zur Erweiterung
Die Erweiterung füllt das Spiel mit zahlreichen neuen Elementen und macht es nach Ansicht der Kritiker erst vollständig. Angesichts des Designs der Packung und des Grundspiels sieht man allerdings, dass die Erweiterung von Anfang an geplant war, und deshalb die niedrige Spielqualität des Grundspiels akzeptiert wurde. Hierfür ist der Preis dann jedoch sehr hoch, immerhin kostet beides zusammen gut 50 Euro.